# Даржи
Даржи (фр. Dargies) насеље је и општина у североисточној Француској у региону Пикардија, у департману Оаза која припада префектури Бове.
По подацима из 2011. године у општини је живело 247 становника, а густина насељености је износила 17,13 становника/km². Општина се простире на површини од 14,42 km². Налази се на средњој надморској висини од 174 метара (максималној 189 m, а минималној 120 m).

## Демографија
| 1962. | 1968. | 1975. | 1982. | 1990. | 1999. | 2011. |
| ----- | ----- | ----- | ----- | ----- | ----- | ----- |
| 252   | 274   | 247   | 242   | 217   | 219   | 247   |

График промене броја становника у току последњих година